# Hydrocotyle galapagensis
Hydrocotyle galapagensis là một loài thực vật có hoa trong Họ Cuồng. Loài này được B.L. Rob. mô tả khoa học đầu tiên năm 1902.